# Bris (vind)

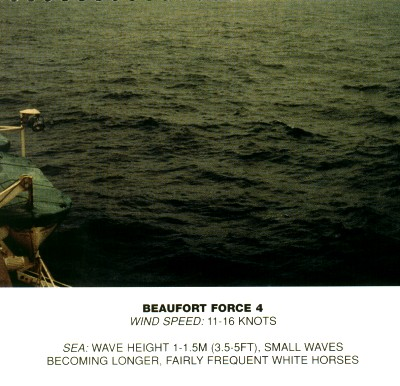
Frisk bris till havs

Bris är en beteckning på måttlig vind, framförallt använd inom sjöfarten. Bris betecknar vind på mellan två och sex beaufort, det vill säga med en medelhastighet mellan 1,6 och 13,8 m/s.
Olika stark bris benämns lätt bris (2 Bf), god bris (3 Bf), frisk bris (4 Bf), styv bris (5 Bf) respektive hård bris (6 Bf). Hård bris kan också kallas frisk kuling.